# Partenokarpia

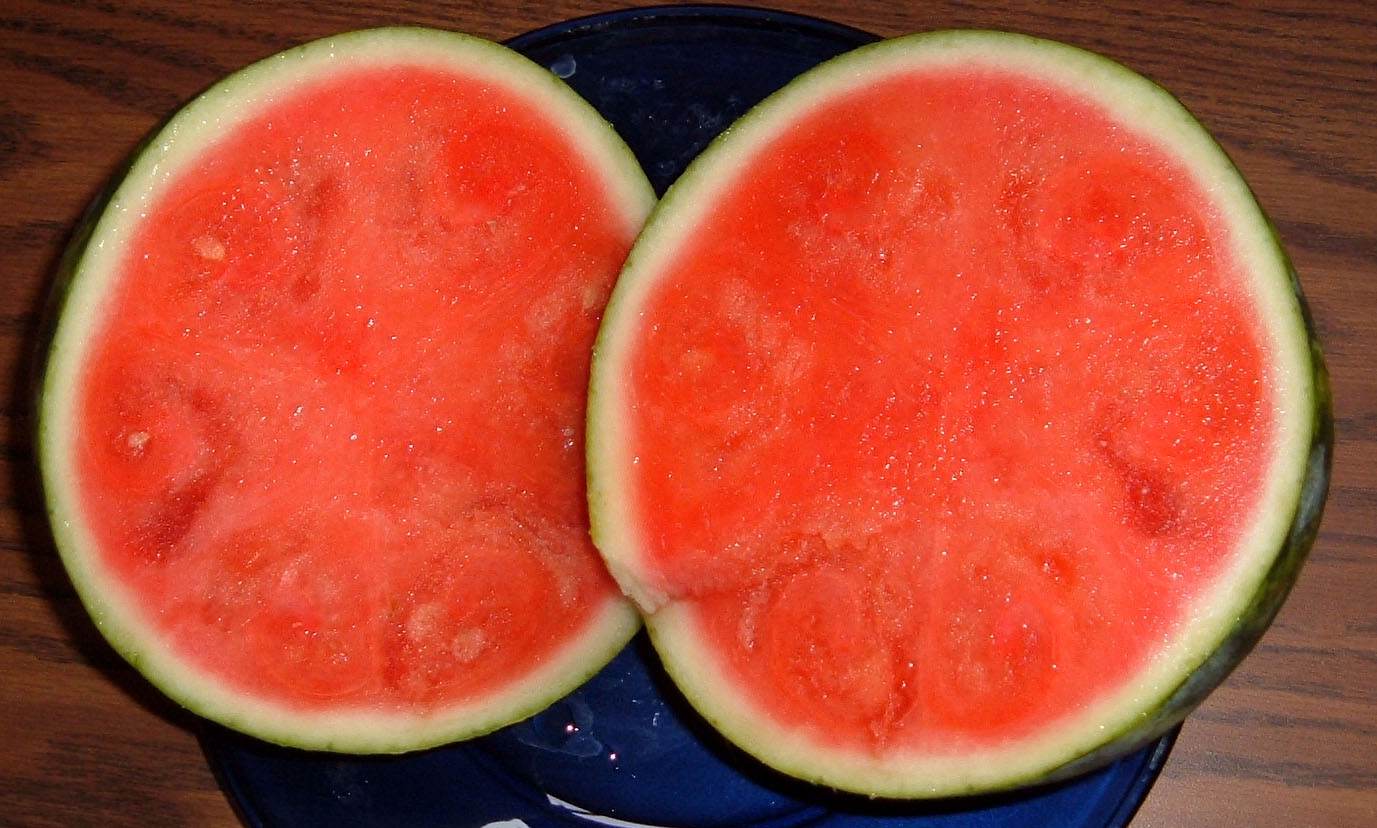
Arbuz pozbawiony nasion

Partenokarpia – wytwarzanie owoców bez żywotnych nasion. Zjawisko powszechne wśród roślin. Jako przyczyny wymieniane są brak zapylenia i zapłodnienia. Nie tłumaczy to jednak, dlaczego roślina wytwarza i podtrzymuje rozwój owoców. Do partenokarpii mogą doprowadzać czynniki endogenne, takie jak fitohormony czy czynniki genetyczne. U tytoniu, bakłażanu, truskawki, maliny i pomidora zidentyfikowano gen odpowiedzialny za wytwarzanie owoców pozbawionych nasion. Wpływ zidentyfikowanego genu potwierdzono doświadczalnie poprzez stworzenie transgenicznego pomidora i bakłażanu wykazującego partenokarpię.
U roślin dziko żyjących partenokarpia może być sposobem na obronę nasion przed roślinożercami. Depressaria pastinacella żerujące na pasternaku zwyczajnym (Pastinaca sativa) preferowały owoce partenokarpiczne, chociaż ich wzrost na takim pokarmie był wolniejszy. Podobnie u Juniperus osteosperma obserwowano zmniejszenie ilości ptaków żywiącymi się owocami przy wytwarzaniu pustych nasion.
Ze względu na negatywny wpływ obecności nasion na wartość plonu (trudność w trawieniu nasion, nadawanie gorzkiego smaku owocom) odmiany partenokarpiczne wielu gatunków znalazły szerokie zastosowanie w ogrodnictwie.
Niektóre gatunki łatwo tworzą owoce beznasienne, co jest wykorzystywane w uprawie. Uzyskanie owoców partenokarpicznych jest też możliwe poprzez opryskiwanie uprawianych roślin roztworem auksyn. Uzyskano także odmiany transgeniczne wytwarzające partenokarpiczne owoce bez stosowania dodatkowych środków chemicznych.
Przykłady uprawianych roślin o partenokarpicznych owocach:
- ananas – beznasienny owocostan składający się z wielu jagód,
- banan – którego odmiany uprawne wydają owoce (jagody) wyłącznie beznasienne,
- wiele odmian grusz europejskich – w latach z przymrozkami wiosennymi powodującymi uszkodzenia wiele odmian grusz mimo zniszczenia kwiatów wytwarza owoce (np. odmiana Konferencja). W sadach dodatkowo stymuluje się to zjawisko opryskując giberelinami[6].